# Erannis infumata
Erannis infumata là một loài bướm đêm trong họ Geometridae.